# At Full Force
At Full Force – album koncertowy Elvisa Presleya, składający się z utworów nagranych w Dallas 28 grudnia 1976 r. Elvis miał na sobie Indian Feather suit. Wydany w 2010 roku.

## Lista utworów
1. "2001"
2. "See See Rider"
3. "I Got a Woman – Amen"
4. "Love Me"
5. "Fairytale"
6. "You Gave Me a Mountain" (niekompletny)
7. "Jailhouse Rock" (niekompletny)
8. "’O sole mio" - "It’s Now or Never" - "’O sole mio"
9. "Trying To Get To You"
10. "Blue Suede Shoes"
11. "My Way"
12. "Poke Salad Annie"
13. "Introductions"
14. "Early Morning Rain"
15. "What’d I Say"
16. "Johnny B. Goode"
17. "Drum solo"
18. "Bass solo"
19. "Piano solo"
20. "Electric piano solo"
21. "Love Letters"
22. "School Days"
23. "Hurt"
24. "Unchained Melody"
25. "Can’t Help Falling in Love"
26. "Closing Vamp"